# Алпоне (Верона)
Алпоне је насеље у Италији у округу Верона, региону Венето.
Према процени из 2011. у насељу је живело 132 становника. Насеље се налази на надморској висини од 42 м.